# Pavle Jurina
Pavle Jurina, jugoslovanski (hrvaški) rokometaš, * 2. januar 1955, Našice, † 2. december 2011.
Leta 1984 je na poletnih olimpijskih igrah v Los Angelesu v sestavi jugoslovanske rokometne reprezentance osvojil zlato olimpijsko medaljo; na predhodnih igrah pa je reprezentanca osvojila 6. mesto.